# John Hopkins (acteur)
John Hopkins (Luton, 1975) is een Engels acteur die vooral bekend is door zijn rol als Sgt. Dan Scott in de politieserie Midsomer Murders waarin hij optrad in de afleveringen 30 tot en met 43 (2004-2005).
In 2005 trad Hopkins op in de Britse sciencefictionthriller Experiment. Deze was te zien op een aantal filmfestivals en won 16 awards. Na zijn televisie- en filmwerk (hij trad ook nog op in de tv-soap Family Affair), keerde Hopkins terug naar het theater. Hij treedt op in Anthony and Cleopatra en The Tempest.
Zijn hobby’s zijn klimmen, fietsen en zwemmen, tevens heeft hij ook belangstelling voor acrobatiek, dialecten en is in het bezit van een sterke basstem.
- Bibliothèque nationale de France: cb15541471d (data)
- Gemeinsame Normdatei: 1152356216
- International Standard Name Identifier: 0000 0000 7848 5117
- Library of Congress Control Number: no2009112728
- MusicBrainz: 0f9bb4a4-566f-40e0-a72f-64e6b908d8e3
- Nederlandse Thesaurus van Auteursnamen: 427533740
- Système universitaire de documentation: 16751332X
- Virtual International Authority File: 91180985
- WorldCat: E39PBJxRGC49qj3V3Jrt36x7HC